# Месен, Диего
Диего Армандо Месен Кальво (исп. Diego Armando Mesén Calvo; 28 марта 1999, Алахуэла, Коста-Рика) — коста-риканский футболист, защитник клуба «Алахуэленсе».

## Клубная карьера
Месен — воспитанник клуба Алахуэленсе. 18 сентября 2016 года в матче против «Сантос де Гуапилес» он дебютировал в чемпионате Коста-Рике.

## Международная карьера
В 2015 году в составе юношеской сборной Коста-Рики Месен принял участие в юношеском чемпионате мира в Чили. На турнире он сыграл в матче против команды КНДР. В этом же поединке Диего забил гол. В 2017 году в составе молодёжной сборной Коста-Рики Месен принял участие в домашнем молодёжном Кубке КОНКАКАФ. На турнире он сыграл в матчах против команд Тринидада и Тобаго, Гондураса и Панамы.
В том же году в Месен принял участие в молодёжном чемпионате мира в Южной Корее. На турнире он сыграл в матчах против команд Ирана, Португалии, Замбии и Англии.